# Карлтон, Уильям
Уильям (Вильям) Карлтон (англ. William Carleton; 20 февраля 1794[…], Клогер — 30 января 1869[…], Дублин) — ирландский писатель

 и журналист; наиболее известен своими «Чертами и историями ирландского крестьянства» — сборником этнических зарисовок стереотипного ирландца.

## Биография
Уильям Карлтон родился 20 февраля 1794 года в Клогере. Отец Карлтона был фермером-католиком, который содержал четырнадцать детей на таком же количестве акров, и молодой Карлтон провел свою молодость среди сцен, подобных тем, которые он позже описал в своих книгах. Карлтон был погружен в фольклор с раннего возраста. Его отец, обладавший необыкновенной памятью (он знал Библию наизусть) и, как носитель ирландского языка, основательно знавший ирландский фольклор, рассказывал детям истории у камина. Его мать, известная певица, выступала на ирландском языке. Есть мнение, что персонаж Хонор, жены скряги, в Фардоруге основан на ней.
В возрасте около девятнадцати лет он предпринял одно из религиозных паломничеств, распространенных в то время в Ирландии. Его опыт паломничества, описанный в «Пилигриме Лох-Дерга», заставил его отказаться от мысли войти в церковь (Карлтон готовился стать католическим священником), и в конце концов он стал протестантом.
Его шаткие представления об образе жизни были определены чтением плутовского романа «Жиль Блаз» (Ален-Рене Лесаж, 1668—1747). Он решил испытать то, что приготовила ему судьба и отправился в Киллэнни, графство Лаут. В течение шести месяцев он служил наставником в семье фермера по имени Пирс Мерфи. После некоторых других экспериментов он отправился в Дублин, прибыв с двумя шиллингами и шестью пенсами в кармане.
Сначала он искал работу в качестве изготовителя фарша для птиц, затем он попытался стать солдатом, но командир полка отговорил его, ибо Карлтон подал заявление на латыни. Побывав в нескольких дешевых квартирах, он в конце концов нашел место в доме на Фрэнсис-стрит, в котором находилась действующая библиотека. Хозяйка позволяла ему читать от 12 до 16 часов в день. Он получил некоторые знания, а следом и должность клерка в офисе воскресной школы. Тогда он начал писать в журналах и юное дарование быстро привлекло к себе большое внимание.
В 1830 году он опубликовал свою первую полнометражную книгу «Черты и истории ирландского крестьянства» (2 тома), которая сделала ему имя и считается его лучшим достижением. Карлтон продолжал активно публиковаться в дублинских журналах на протяжении 1830-х и 1840-х годов, сочиняя множество этнических историй, часто взятых из местности южного Тайрона. Он также писал много художественной литературы, но, как сказал академик Джон Сазерленд (1989), она заметно уступала его этническим зарисовкам ирландского типа.
Издав роман «Willy Reilly and his dear Coleen Rawn» (Лондон, 1855), Карлтон переселился в Америку, где написал «The evil eye» (Дублин, 1860) и провел в Новом Свете около 10 лет.
Поздние годы автора характеризовались пьянством и бедностью, как сказал один комментатор: «В течение своей жизни ему удавалось оскорбить всех». Несмотря на значительный вклад в литературу, Карлтон оставался бедным, но в 1848 году получил пенсию 200 фунтов стерлингов в год, предоставленных лордом Джоном Расселом.
Уильям Карлтон умер 30 января 1869 года в ирландской столице и нашёл последний приют на кладбище на горе Джером.
Уже после смерти автора были изданы: «Tales of Irish life and character», «The double prophecy, or trials of the heart», «Redmont, Count O’Hanlon, a historical tale», «The fair of Emyvale», «Farm ballads», «Farm Legends», «City Legends», «Amusing Irish tales» (народные стихотворения на явления повседневной жизни).